# ميتسورو مانشو
ميتسورو مانشو (باليابانية: 満生 充) (16 أبريل 1989 في أوساكا في اليابان – )؛ هو لاعب كرة قدم ياباني سابق كان يلعب كمهاجم.

## وصلات خارجية
- ميتسورو مانشو على موقع رابطة كرة القدم اليابانية للمحترفين (اليابانية)
- ميتسورو مانشو على موقع قاعدة بيانات كرة القدم.إي يو (الإنجليزية)
- ميتسورو مانشو على موقع Soccerway.com (الإنجليزية)